# Алет
Алет (грец. Αλήτης) — син Егіста, що став володарем Мікен після смерті батька. Орест убив Алета й повернув владу родові Атрідів.
Алет — син Ікарія і Перібої, брат Пенелопи.
Алет — товариш Енея.
Алет — цар Коринфу, засновник династії Алетидів